# Aun
Ane, On, One, Aukun o Aun el Viejo (n. 509) (nórdico antiguo: Aun inn gamli) fue un caudillo vikingo, hijo del rey Jorund y uno de los monarcas de la Casa de Yngling en la era de Vendel (siglo V), los ancestros del primer rey de Noruega, Harald I de Noruega.
Aun fue un rey, conocido por su sabiduría, que realizó muchos sacrificios en honor a los dioses; no fue un belicoso y prefirió vivir en paz. A causa de esto, él fue atacado por el príncipe de Dinamarca, Healfdene (Halfdan, nieto de Danus, el fundador de Dinamarca). Aun perdió la batalla y huyó al territorio de los gautas, hasta que Healfdene murió en su cama en Upsala.
El rey Aun podía regresar a Upsala, pero tenía 60 años de edad. A fin de seguir viviendo él sacrificó a su propio hijo a Odín quien le prometió que viviría otros 60 años. Sin embargo, después de 25 años, Aun fue atacado por el primo de Healfdene, Ale el Fuerte. Aun el Viejo perdió varias batallas y había huido por segunda vez adonde los gautas. Ale el Fuerte reinó en Upsala por 25 años hasta que fue asesinado por Starkad el Viejo.
Después de la muerte de Ale el Fuerte, Aun pudo regresar a Upsala. De nuevo Aun sacrificó un hijo a Odín, pero esta vez Odín dijo que podría vivir tanto como haya sacrificado un hijo cada 10 años y que haya nombrado una de las provincias suecas por el número de hijos sacrificados.
Cuando Aun había sacrificado un hijo por séptima vez, él era tan viejo que no podía caminar, sino que era transportado en una silla. Cuando sacrificó a su hijo por octava vez él ya no podía bajarse de la cama. Cuando sacrificó a su noveno hijo, era tan viejo que para alimentarse succionaba mediante un cuerno el alimento.
Después de 10 años él quiso sacrificar a su décimo y último hijo y nombrar la provincia de Upsala "la décima tierra". Sin embargo, los suecos no permitieron su sacrificio y así él murió. Él fue enterrado en un montículo de Upsala y sucedido por su último hijo Egil (Ongenþeow). Desde ese día, a los viejos que agonizan en cama se les llama "enfermos de Aun" entre los escandinavos.